# سیارک ۶۵۳
سیارک ۶۵۳ (به انگلیسی: 653 Berenike، نامگذاری:1907BK) ششصد و پنجاه و سومین سیارک کشف شده‌است که در ۲۷ نوامبر ۱۹۰۷ کشف شد.
قدر مطلق سیارک برابر ۹٫۱۸ است.